# Lunghezza focale

Lunghezze focali

La lunghezza focale (ƒ o anche solo la focale) di un obiettivo fotografico, è la distanza che separa il suo centro ottico dal piano pellicola o sensore, quando è regolato per la messa a fuoco su infinito (∞). È la lunghezza caratteristica che indica il punto dove si trova il primo piano a fuoco dell'immagine tridimensionale fornita dall'obiettivo. Tutti gli altri piani bidimensionali e ortogonali all'asse ottico (qualunque piano focale), che è possibile focalizzare di quell'immagine, si trovano ad una distanza focale maggiore della lunghezza focale, regolando il fuoco del obiettivo. Per cui, in ambito fotografico, la lunghezza focale non dovrebbe essere confusa col termine "distanza focale" (e viceversa), che viene invece usato per indicare tutte le infinite distanze che può assumere il piano focale di ripresa, rispetto al obiettivo.
La lunghezza focale viene misurata più comunemente in millimetri (mm), come standard ormai globale.
In fisica, è invece più spesso indicata come distanza focale: in ottica, la distanza focale di un sistema è la distanza di un punto focale dal corrispondente punto principale (per una lente sottile, la distanza del fuoco dalla lente).
Ovvero, la distanza focale di una lente, è lo spazio che separa il suo centro dal fuoco (F). Cioè, la distanza caratteristica, misurata sull'asse ottico, tra il punto centrale di una lente sottile equivalente (o tra la superficie di uno specchio) ed il punto di fuoco principale, ovvero il punto di convergenza dei raggi rifratti (o riflessi), provenienti da una sorgente luminosa posta all'infinito (raggi incidenti paralleli all'asse ottico).
In altri termini, la focale di una lente/obiettivo, è anche l'inverso del suo potere diottrico, misurato in metri.

## Lente sottile
Per una lente sottile immersa in aria, la lunghezza focale è la distanza dal centro della lente ai suoi punti focali. Per una lente convergente, per esempio una lente bi-convessa, la lunghezza focale prende il segno positivo ed è la distanza alla quale un fascio di luce collimata viene focalizzato su un singolo punto. Per una lente divergente, ad esempio una lente concava, la lunghezza focale prende il segno negativo ed è la distanza dal punto da cui un fascio di luce collimata diverge dopo il passaggio attraverso la lente.
Quando una lente viene utilizzata per ottenere l'immagine di un oggetto, la distanza u tra l'oggetto e la lente, la distanza v tra la lente e l'immagine e la lunghezza focale f sono correlate dalla formula:
{\displaystyle {\frac {1}{f}}={\frac {1}{u}}+{\frac {1}{v}}\ .}
La lunghezza focale di una comune lente convessa (anche di un doppietto acromatico collato), può essere facilmente misurata, ottenendo, su uno schermo bianco, l'immagine focalizzata di una "sorgente di luce" posta a una determinata distanza (almeno 1000 volte la sua lunghezza focale). In questo caso  1/u  è trascurabile e la lunghezza focale è quindi data da: 
{\displaystyle f\approx v\ .}
La lunghezza focale di una lente concava è un po' più complessa da determinare. È considerata quel punto in cui i fasci di luce che si diffondono si incontrerebbero prima della lente se questa non fosse presente. Durante tale prova non si forma alcuna immagine e la lunghezza focale deve essere determinata facendo passare la luce (per esempio la luce di un raggio laser) attraverso la lente, esaminando quanto quella luce si disperde/piega e seguendo il raggio di luce a ritroso fino al punto focale della lente.

## Sistemi ottici

Diagramma della lente spessa

Per una lente spessa, che ha uno spessore non trascurabile, o un sistema di immagine costituito da più lenti e specchi (ad esempio, un obiettivo fotografico o un telescopio) la lunghezza focale è spesso chiamata lunghezza focale effettiva o EFL, dall'inglese Effective Focal Length, per distinguerla da altri parametri comunemente usati:
- La lunghezza focale anteriore (FFL, dall'inglese Front Focal Length) o distanza focale anteriore (FFD, dall'inglese Front Focal Distance) sF è la distanza dal punto focale anteriore del sistema F al vertice della prima superficie ottica S1.[2][3]
- La lunghezza focale posteriore (BFL, dall'inglese Back Focal Length) o distanza focale posteriore (BFD, dall'inglese Back Focal Distance) s′F′ è la distanza dal vertice dell'ultima superficie ottica del sistema S2 al punto focale posteriore F′.[2][3]

Per un sistema ottico immerso in aria, la lunghezza focale effettiva (f e f′) fornisce la distanza dai piani principali anteriore e posteriore (H e H′) ai corrispondenti punti focali (F e F′). Se il mezzo di propagazione della luce non è l'aria, allora la distanza viene moltiplicata per l'indice di rifrazione del mezzo (n è l'indice di rifrazione del materiale di cui è fatta la lente stessa; n1 è l'indice di rifrazione di qualsiasi mezzo davanti alla lente; n2 è quello di qualsiasi mezzo dietro di essa). Alcuni autori chiamano queste distanze rispettivamente focale anteriore (f ) e posteriore (f '), distinguendole da distanza focale anteriore e posteriore definite in precedenza.
In generale, la lunghezza focale o EFL è il valore che descrive la capacità del sistema ottico di mettere a fuoco la luce ed è il valore utilizzato per calcolare l'ingrandimento del sistema. Gli altri parametri si utilizzano per determinare dove si formerà un'immagine, data una posizione dell'oggetto.
Nel caso di una lente di spessore d immersa in aria (n1 = n2 = 1) e con raggi di curvatura delle superfici pari a R1 e R2, la lunghezza focale effettiva f è data dall'equazione del Lensmaker:
{\displaystyle {\frac {1}{f}}=(n-1)\left({\frac {1}{R_{1}}}-{\frac {1}{R_{2}}}+{\frac {(n-1)d}{nR_{1}R_{2}}}\right),}
dove n è l'indice di rifrazione del materiale con cui è costruita la lente. La grandezza 1/f è anche nota come potere diottrico o potere convergente della lente.
La lunghezza focale anteriore corrispondente è:
{\displaystyle {\mbox{FFL}}=f\left(1+{\frac {(n-1)d}{nR_{2}}}\right),}
e la lunghezza focale posteriore:
{\displaystyle {\mbox{BFL}}=f\left(1-{\frac {(n-1)d}{nR_{1}}}\right).}
Con la convenzione dei segni qui utilizzata, il valore di R1 sarà positivo se la prima superficie della lente è convessa, e negativo se è concava. Il valore di R2 invece è negativo se la seconda superficie è convessa e positivo se concava. La convenzione dei segni può variare tra i diversi autori, il che si traduce in forme diverse di queste equazioni a seconda della convenzione utilizzata.
Per uno specchio sferico in aria, la lunghezza focale è pari al raggio di curvatura dello specchio diviso due. La lunghezza focale è positiva per uno specchio concavo e negativa per uno specchio convesso. Nella convenzione dei segni usata per la progettazione ottica, uno specchio concavo ha un raggio di curvatura negativo, quindi:
{\displaystyle f=-{R \over 2},}
dove R è il raggio di curvatura della superficie dello specchio.

## Fotografia
In fotografia, la lunghezza focale è una delle più importanti specifiche tecniche del obiettivo fotografico, che insieme all'apertura massima del diaframma, viene incisa sul corpo o indicata chiaramente sul barilotto, ma con un valore nominale (arrotondato), invece del valore preciso. Quasi sempre fa parte del nominativo di quel modello, e come dato numerico viene espresso di norma in millimetri (più anticamente, ma oggi più raramente, in centimetri o in pollici). Ad esempio, l'obiettivo Leica Summilux-M 50 mm f/1.4 ASPH. misura 51,6 mm effettivi.
Il centro ottico non corrisponde quasi mai al centro dell'obiettivo (o punto mediano del corpo), poiché è solitamente composto da più elementi di notevole spessore, la cui lunghezza focale può essere diversa dalla sua lunghezza fisica, e in quanto il centro ottico è riferito alla posizione del "punto nodale posteriore" del diaframma interno, posizione che dipende da vari fattori, basati sullo schema ottico, ecc (si veda, ottica geometrica).
Molti obiettivi fotografici, con lunghezza focale maggiore del "normale", come gli «obiettivi a lunga focale», vengono progettati con determinati schemi ottici, al fine di ridurre gli ingombri, ad esempio, i teleobiettivi. Invece, gli obiettivi a focale più corta del normale, detti grandangolari, e con particolare riferimento a quelli usati nei sistemi reflex (a maggiore tiraggio, a causa dello specchio) vengono progettati per avere una lunghezza fisica sufficientemente maggiore rispetto alla lunghezza focale, utilizzando il tipico schema ottico detto «a teleobiettivo invertito».
La lunghezza focale rappresenta la "distanza focale" più corta, ottenibile con quell'obiettivo, mantenendo l'immagine nitidamente a fuoco; e proprio per questo, non bisogna confondere i due termini. Col termine "distanza focale" è intesa qualsiasi distanza misurabile tra il centro ottico dell'obiettivo ed il piano focale (piano pellicola o sensore), in qualsiasi punto di regolazione del fuoco possibile di quel obiettivo; perciò non indica la lunghezza focale caratteristica. Questa è una differenza fondamentale, usata per indicare tutte le infinite distanze a cui può essere posizionato il piano focale, all'interno dell'immagine tridimensionale fornita dal sistema ottico: durante le varie regolazioni del fuoco di un obiettivo, tra l'infinito e la minima distanza possibile ruotando la ghiera, il valore della distanza focale aumenta, per poter focalizzare gli oggetti sempre più vicini, per cui l'obiettivo dovrà allontanarsi dalla fotocamera, aumentando così la distanza dal piano focale.

## Astronomia osservativa
La lunghezza focale è anche l'inverso del potere diottrico, misurato in metri (focale = 1/diottrie), ed è in relazione con l'ingrandimento. Lo stesso concetto è applicato alle lenti (obiettivi) dei telescopi, la cui lunghezza focale determina importanti effetti nella visione degli oggetti astronomici. In generale, infatti, una maggiore lunghezza focale determina un maggior ingrandimento dell'immagine, a parità di oculare utilizzato. Tuttavia, un maggiore ingrandimento, a parità di diametro del obiettivo (apertura), può andare a scapito della luminosità delle immagini. La lunghezza focale (ƒ ), insieme al valore di apertura (A) della lente, è utilizzata per calcolare il rapporto focale dello strumento: ƒ/A.